# Местные выборы в Киеве (2015)
Местные выборы в Киеве 2015 года — внеочередные выборы городского головы́ Киева и депутатов
Киевского городского совета, прошедшие 25 октября 2015 года в рамках местных выборов по всей стране.
Выборы 120 депутатов Киевского городского совета состоялись по пропорциональной системе по партийным спискам с проходным барьером в 5 %, в которой кандидаты закреплены за 120 избирательным округам. По итогам выборов победу одержала партия «Блок Петра Порошенка „Солидарность“».
Выборы городского главы в два тура по мажоритарной системе абсолютного большинства. Поскольку в первом туре ни один кандидат не набрал 50 % голосов, 15 ноября 2015 года состоялся второй тур, в который вышли два кандидата с наибольшим количеством голосов — Виталий Кличко и Борислав Берёза. По итогам выборов Виталий Кличко был переизбран городским главой Киева на новый срок.

## Хронология
Внеочередные выборы Киевского городского головы и депутатов Киевсовета состоялись 25 мая 2014 года.
Очередные выборы были назначены Верховной Радой Украины 14 июля 2015 года в рамках общенациональных местных выборов 2015 года.
1 октября 2015 года стартовала избирательная кампания по выборам городского головы и депутатов Киевсовета. Срок полномочий избранных на выборах не определён и зависит от Конституционной реформы, которая проводится на Украине с 2015 года.

## Выборы городского головы

### Кандидаты
1 октября Киевская городская территориальная избирательная комиссия завершила регистрацию 29 кандидатов для участия в выборах городского головы Киева:
1. Геннадий Балашов (20.02.1961) — лидер политической партии «5.10», предприниматель, народний депутат Украины III созыва от Днепропетровщины (1998—2002), проживает в Киеве.
2. Борислав Берёза (13.06.1974) — народный депутат Украины от 213-го округа Киева (внефракционный), «Партия решительных граждан», проживает в Киеве.
3. Анастасия Белоус (07.08.1990) — юрист ООО «Алента Плюс», партия «Возрождение Украины», проживает в городе Саврань (Одесская область).
4. Любовь Богаченко (13.12.1965) — директор ООО «Оценка Премиум», партия «Женщины Украины», проживает в Киеве.
5. Владимир Бондаренко (04.12.1952) — бывший глава Киевской городской государственной администрации (март-июнь 2014), глава Киевской городской организации партии «Батькивщина», проживает в Киеве.
6. Виктор Шевченко (16.06.1990) — временно безработный, Интернет-партия Украины, проживает в Киеве.
7. Василий Гацько (18.09.1982) — глава партии Демократический альянс, депутат Киевсовета, проживает в Киеве.
8. Сергей Гусовский (09.11.1966) — депутат Киевсовета, ресторатор, заместитель директора ООО «ЕфДжиАрІ Юкрейн», партия Самопомощь, проживает в Киеве.
9. Николай Дульский (24.09.1989) — глава гражданской организации «Гражданский контроль Наждак», самовыдвиженец, проживает в Киеве.
10. Сергей Думчев (18.03.1970) — глава наблюдательного совета ПАО «Коммерческий банк „Премиум“», партия «Движение за реформы», проживает в Киеве.
11. Юрий Ехануров (23.08.1948) — бывший премьер-министр Украины (2005—2006), профессор Киевского национального университета имени Т. Шевченко, партия «Возрождение», проживает в Киеве.
12. Виталий Кличко (19.07.1971) — городской голова Киева и глава Киевской городской государственной администрации с июня 2014 года, лидер партии Блок Петра Порошенко «Солидарность», проживает в Киеве.
13. Александр Кондрашов (12.08.1974) — профессор Академии муниципального управления, Партия местного самоуправления, проживает в селе Милая (Киево-Святошинский район Киевской области).
14. Геннадий Корбан (24.05.1970) — бизнесмен, заместитель главы правления благотворительной организации «Фонд обороны страны», партия «Украинское объединение патриотов — УКРОП», проживает в Днепропетровске.
15. Владимир Макеенко (17.07.1965) — бывший глава Киевской городской государственной администрации (январь-марте 2014 года), временно безработный, партия «Наш край», проживает в Киеве.
16. Максим Мельничук (06.04.1973) — вице-президент Национальной академии аграрных наук Украины, Аграрная партия Украины, проживает в Киеве.
17. Сергей Мельничук (26.01.1972) — народный депутат Украины (депутатская группа «Воля народа»), самовыдвиженец (на момент выборов лишён депутатской неприкосновенности[2] и находился под следствием),[3] проживает в Киеве.
18. Александр Мирный (31.01.1961) — народный депутат Украины VII созыва, заместитель директора по общим вопросам ООО «Сельскохозяйственное предприятие „Агрос-Виста“», ВО «Свобода», проживает в Красилове (Хмельницкая область).
19. Роман Михайлов (24.06.1986) — экономист Института международных отношений Киевского национального университета им. Т. Шевченко, партия «Сила людей», проживает в Киеве.
20. Татьяна Монтян (29.08.1972) — адвокат, партия «Совместное действие», проживает в Киеве.
21. Игорь Мосийчук (05.05.1972) — народный депутат Украины, Радикальная партия Олега Ляшко, проживает в Василькове (Киевская область). На момент выборов лишён депутатской неприкосновенности и находился в СИЗО под следствием. 5 октября 2015 года Мосийчук объявил о снятии своей кандидатуры.[4]
22. Наталья Новак (21.11.1955) — народный депутат Украины (фракция Блока Петра Порошенко), партия Гражданская позиция, проживает в Киеве.
23. Александр Омельченко (09.08.1938) — депутат Киевского городского совета, бывший Киевский городской голова (1999—2006) и председатель Киевской городской государственной администрации (1996—2006), лидер партии «Единство», проживает в Киеве.
24. Дмитрий Павличенко (17.12.1963) — индивидуальный предприниматель, Украинская республиканская партия, проживает в Киеве.
25. Александр Пузанов (26.02.1977) — заместитель Председателя Киевской городской государственной администрации (2010—2014), советник Председателя Правления ЧАО «Страховая компания „Украинская страховая группа“», партия Оппозиционный блок, проживает в Киеве.
26. Евгений Рыбчинский (21.12.1969) — народный депутат Украины, самовыдвиженец, проживает в Киеве.
27. Владимир Рубан (16.08.1967) — руководитель Общественной организации «Офицерский корпус», партия «Офицерский корпус», проживает в Киеве.
28. Алексей Самохин (15.06.1980) — адвокат, Управляющий адвокатского бюро Алексея Самохина, депутат Киевсовета (2008—2014), партия «Авто-Майдан», проживает в Киеве.
29. Виктор Чёрный (06.04.1968) — директор ООО «Детективная охранная компания „Сварог“», партия «Право народа», проживает в Киеве.

### Опросы
В таблицу включены:
- только те опросы, которые содержат данные о дате проведения, количество респондентов и количество опрошенных, которые не определились, а также корректно рассчитанную погрешность;
- только те опросы, публикация которых не сопровождалась рекламой отдельных политических сил или кандидатов;
- только те кандидаты, которые указаны по меньшей мере в пяти опросах.

#### Первый тур
| Опрос                             | Дата            | Кличко БПП | Омельченко «Единство» | Берёза Партия решительных граждан" | Бондаренко «Батьківщина» | Думчев «Рух за реформы» | Гусовский «Самопомощь» | Пузанов «ОБ» | Корбан УКРОП | Другие | Против всех (испортят) | Не определились | Не будут участвовать в выборах | Количество респондентов | Погрешность |
| --------------------------------- | --------------- | ---------- | --------------------- | ---------------------------------- | ------------------------ | ----------------------- | ---------------------- | ------------ | ------------ | ------ | ---------------------- | --------------- | ------------------------------ | ----------------------- | ----------- |
| Софія                             | 13—15 окт.2015  | 25,8       | 10                    | 6                                  | 3,9                      | 5,1                     | 4,5                    | 5,9          | 2,3          | 5,5    | 2,9                    | 11,3            | 13,7                           | 1024                    | 3 %         |
| Українське демократичне коло      | 9—12 окт.2015   | 28,2       | 8,6                   | 6,4                                | 4,5                      | 5,4                     | 3,7                    | 2,4          | 3,8          | 4,5    |                        | 14,7            | 10,4                           | 625                     | 3,9 %       |
| Active Group                      | 26—27 сент.2015 | 23,2       | 7,7                   | 8                                  | 12                       | 5                       | 5,3                    | 0,7          | 3,4          | 1,6    | 4,3                    | 15,8            | 7,6                            | 1987                    | 2,2 %       |
| Софія                             | 25—27 сент.2015 | 26,3       | 12                    | 9                                  | 6                        | 3,1                     | 2                      | 5,1          | 1,6          | 9,2    | 4,5                    | 7               | 11,1                           | 1002                    | 3 %         |
| Софія                             | 08—11 сент.2015 | 25,1       | 13,1                  | 9,7                                | 6,8                      | 2,9                     | 2,3                    | 3,1          | 0,6          | 9,8    | 2,7                    | 10              | 13                             | 1004                    | 3 %         |
| Socio Stream                      | 01—05 сент.2015 | 24         | 3                     | 8                                  | 4                        |                         | 4                      |              |              | 11     | 8                      | 15              | 20                             | 602                     | 4,1 %       |
| Active Group (недоступная ссылка) | 28—29 авг.2015  | 15,9       | 7,6                   | 5,6                                | 1,4                      | 6,8                     |                        |              | 1,2          | 17,2   | 7,1                    | 26,8            | 8,9                            | 1620                    | 2,5 %       |
| Выборы-2014                       | 25 мая 2014     | 1331292    |                       | 57,46                              | 7,63                     |                         | 8,06                   |              |              |        |                        |                 |                                |                         |             |

#### Второй тур
Кличко и Берёза:
| Опрос        | Дата          | Количество респондентов | Погрешность | Кличко БПП | Берёза Партия решительных граждан | Против всех (испортят) | Не определились | Не будут голосовать |
| ------------ | ------------- | ----------------------- | ----------- | ---------- | --------------------------------- | ---------------------- | --------------- | ------------------- |
| Socio Stream | 01-05.09.2015 | 602                     | 4,1 %       | 30         | 18                                |                        | 14              | 22                  |

Кличко и Омельченко:
| Опрос        | Дата          | Респонденты | Погрешность | Кличко БПП | Омельченко Єдність | Против всех (испортят) | Не определились | Не будут голосовать |
| ------------ | ------------- | ----------- | ----------- | ---------- | ------------------ | ---------------------- | --------------- | ------------------- |
| Софія        | 13-15.10.2015 | 1024        | 3 %         | 39,2       | 21,1               | 13,3                   | 11,6            | 14,8                |
| Софія        | 25-27.09.2015 | 1002        | 3 %         | 34,1       | 22,3               | 12,9                   | 15,1            | 15,6                |
| Socio Stream | 01-05.09.2015 | 602         | 4,1 %       | 30         | 13                 |                        | 16              | 25                  |

Кличко и Бондаренко:
| Опрос        | Дата          | Респонденты | Погрешность | Кличко БПП | Бондаренко «Батьківщина» | Против всех (испортят) | Не определились | Не будут голосовать |
| ------------ | ------------- | ----------- | ----------- | ---------- | ------------------------ | ---------------------- | --------------- | ------------------- |
| Socio Stream | 01-05.09.2015 | 602         | 4,1 %       | 30         | 14                       |                        | 15              | 23                  |

### Экзит-полл
Экзит-поллы на выборах городского головы Киева проводили три организации: «Студия Савика Шустера» (объявлены результаты 5 ведущих кандидатов), «Социальный мониторинг» по заказу КИУ (объявлены результаты всех кандидатов, ниже представлены результаты кандидатов, набравших более 3 %) и БПП «Солидарность» (объявлены результаты 5 ведущих кандидатов).
| Кандидат            | Результат, % |
| ------------------- | ------------ |
| Виталий Кличко      | 38,4         |
| Сергей Гусовский    | 9,2          |
| Борислав Берёза     | 8,5          |
| Владимир Бондаренко | 8,0          |
| Александр Мирный    | 6,6          |

| Кандидат             | Результат, % |
| -------------------- | ------------ |
| Виталий Кличко       | 40,4         |
| Владимир Бондаренко  | 8,7          |
| Александр Омельченко | 8,1          |
| Сергей Гусовский     | 8,0          |
| Борислав Берёза      | 7,5          |
| Александр Мирный     | 5,0          |
| Сергей Думчев        | 4,1          |
| Василий Гацько       | 3,3          |
| Александр Пузанов    | 3,1          |

| Кандидат             | Результат, % |
| -------------------- | ------------ |
| Виталий Кличко       | 40,4         |
| Владимир Бондаренко  | 9,8          |
| Сергей Гусовский     | 8,7          |
| Борислав Берёза      | 7,9          |
| Александр Омельченко | 6,3          |

### Результаты
Результаты, объявленные Киевским горизбиркомом:
| Место | Кандидат                    | Голоса (1 тур) | % (1 тур) | Изменение 2015 к 2014 | Голоса (2 тур) | % (2 тур) |
| ----- | --------------------------- | -------------- | --------- | --------------------- | -------------- | --------- |
| 1     | Виталий Кличко              | 353 312        | 40,57 %   | ▼16,89 п.п.           | 392 614        | 64,10 %   |
| 2     | Борислав Берёза             | 77 029         | 8,85 %    | —                     | 197 844        | 32,30 %   |
| 3     | Александр Омельченко        | 73 725         | 8,47 %    | ▲0,84 п.п.            |                |           |
| 4     | Владимир Бондаренко         | 68 460         | 7,86 %    | ▼0,20 п.п.            |                |           |
| 5     | Сергей Гусовский            | 67 197         | 7,72 %    | —                     |                |           |
| 6     | Александр Мирный            | 38 218         | 4,39 %    | ▲1,87 п.п.            |                |           |
| 7     | Александр Пузанов           | 36 486         | 4,19 %    | —                     |                |           |
| 8     | Сергей Думчев               | 34 117         | 3,92 %    | —                     |                |           |
| 9     | Василий Гацько              | 24 086         | 2,77 %    | —                     |                |           |
| 10    | Геннадий Корбан             | 22 737         | 2,61 %    | —                     |                |           |
| 11    | Геннадий Балашов            | 17 125         | 1,97 %    | ▼0,01 п.п.            |                |           |
| 12    | Татьяна Монтян              | 15 084         | 1,73 %    | —                     |                |           |
| 13    | Наталия Новак               | 5848           | 0,67 %    | —                     |                |           |
| 14    | Юрий Ехануров               | 5385           | 0,62 %    | —                     |                |           |
| 15    | Дарт Вейдер                 | 5384           | 0,62 %    | ▼0,98 п.п.            |                |           |
| 16    | Владимир Макеенко           | 4270           | 0,49 %    | —                     |                |           |
| 17    | Евгений Рыбчинский          | 3895           | 0,45 %    | —                     |                |           |
| 18    | Владимир Рубан              | 3121           | 0,36 %    | —                     |                |           |
| 19    | Виктор Чёрный               | 2695           | 0,31 %    | —                     |                |           |
| 20    | Алексей Самохин             | 1953           | 0,22 %    | —                     |                |           |
| 21    | Роман Михайлов              | 1762           | 0,20 %    | —                     |                |           |
| 22    | Любовь Богаченко            | 1729           | 0,20 %    | —                     |                |           |
| 23    | Александр Кондрашов         | 1663           | 0,19 %    | —                     |                |           |
| 24    | Дмитрий Павличенко          | 1617           | 0,19 %    | —                     |                |           |
| 25    | Максим Мельничук            | 1557           | 0,18 %    | —                     |                |           |
| 26    | Анастасия Белоус            | 1070           | 0,12 %    | —                     |                |           |
| 27    | Николай Дульский            | 706            | 0,08 %    | —                     |                |           |
| 28    | Сергей Мельничук            | 626            | 0,07 %    | —                     |                |           |
| —     | Игорь Мосийчук              | выбыл          | —         | —                     |                |           |
|       | Всего голосов за кандидатов | 870 857        | 100 %     |                       |                |           |
|       | Недействительные            | 20 126         | 2,26 %    |                       |                |           |
|       | Всего (явка 41,79 %)        | 891 092        | —         |                       |                |           |

## Выборы в городской совет

### Кандидаты
Номера партий были определены жеребьёвкой Киевской территориальной избирательной комиссией:
| Номер | Название                                    | Кандидаты | Первый номер                        |
| ----- | ------------------------------------------- | --------- | ----------------------------------- |
| 1     | Аграрная партия Украины                     | 117       | Мельничук, Максим Дмитриевич        |
| 2     | «Воля»                                      | 35        | Бонюк, Алексей Петрович             |
| 3     | «Возрождение Украины»                       | 11        | Белоус, Анастасия Анатольевна       |
| 4     | Партия решительных граждан                  | 96        | Берёза, Борислав Ефимович           |
| 5     | Партия простых людей Сергея Каплина         | 33        | Жданов, Дмитрий Александрович       |
| 6     | Украинская народная партия                  | 44        | Ванникова, Ирина Валерьевна         |
| 7     | Патриотическая партия Украины               | 76        | Габер, Николай Александрович        |
| 8     | «Совесть Украины»                           | 34        | Рябоштан, Евгений Викторович        |
| 9     | «Гражданская позиция»                       | 53        | Гриценко, Алексей Анатольевич       |
| 10    | «Совместные действия»                       | 29        | Монтян, Татьяна Николаевна          |
| 11    | «Наш край»                                  | 119       | Макеенко, Владимир Владимирович     |
| 12    | Партия местного самоуправления              | 25        | Кондрашов, Александр Николаевич     |
| 13    | Политическая партия «Зелёные»               | 54        | Горяной, Юрий Васильевич            |
| 14    | «5.10»                                      | 58        | Балашов, Геннадий Викторович        |
| 15    | «Объединение „Самопомощь“»                  | 84        | Гусовский, Сергей Михайлович        |
| 16    | «Сила людей»                                | 33        | Михайлов, Роман Владимирович        |
| 17    | «Социалисты»                                | 82        | Филиндаш, Евгений Васильевич        |
| 18    | «Сила громад»                               | 25        | Карпенко, Андрей Петрович           |
| 19    | «Блок Дарта Вейдера»                        | 1         | Вейдер, Дарт Леонидович             |
| 20    | Радикальная партия Олега Ляшко              | 121       | Криворучко, Игорь Олегович          |
| 21    | ВО «Свобода»                                | 121       | Сиротюк, Юрий Николаевич            |
| 22    | «Возрождение»                               | 102       | Ехануров, Юрий Иванович             |
| 23    | Народный рух Украины                        | 121       | Бебик, Валерий Михайлович           |
| 24    | Политическая партия «Новое государство»     | 48        | Шаповал, Игорь Владимирович         |
| 25    | «Блок Петра Порошенка „Солідарність“»       | 121       | Кличко, Виталий Владимирович        |
| 26    | Политическая партия «АВТО-МАЙДАН»           | 20        | Самохин, Алексей Юрьевич            |
| 27    | Украинская республиканская партия           | 109       | Джердж, Сергей Фёдорович            |
| 28    | ВО «Батькивщина»                            | 120       | Бондаренко, Владимир Дмитриевич     |
| 29    | Политическая партия «Новая жизнь»           | 20        | Федоренко, Игорь Петрович           |
| 30    | Политическая партия «Единая сила»           | 35        | Нетребенко, Владимир Владимирович   |
| 31    | УКРОП                                       | 121       | Корбан, Геннадий Олегович           |
| 32    | «ДемАльянс»                                 | 76        | Гацько, Василий Николаевич          |
| 33    | «Оппозиционный блок»                        | 120       | Пузанов, Александр Геннадьевич      |
| 34    | Политическая партия «Офицерский корпус»     | 68        | Рубан, Владимир Владимирович        |
| 35    | Политическая партия «Движение за реформы»   | 120       | Думчев, Сергей Александрович        |
| 36    | «Гражданское движение „Общее дело“»         | 121       | Смирнова, Екатерина Ивановна        |
| 37    | Национальная демократическая партия Украины | 20        | Чинка, Елена Петровна               |
| 38    | «Единство»                                  | 120       | Омельченко, Александр Александрович |
| 39    | Политическая партия «Право народа»          | 120       | Чёрний, Виктор Иванович             |
| 40    | Политическая партия «Республика»            | 8         | Рудкевич, Людмила Сергеевна         |

### Опросы
В таблицу включены:
- лишь те опросы, которые содержат данные о дате проведения, количестве респондентов и количестве опрошенных, которые не определились, а также корректно рассчитанную погрешность;
- лишь те опросы, публикация которых не сопровождалась рекламой отдельных политических сил или кандидатов;
- лишь те партии, которые указаны по меньшей мере в пяти опросах и набравшие не менее 2 % по итогам выборов.

| Опрос                              | Дата            | БПП Кличко | ВОБ Бондаренко | «Самопомощь» Гусовский | «Единство» Омельченко | «Движение за реформы» Думчев | РПЛ Криворучко | Партия решительных граждан Берёза | «Свобода» Сиротюк | ОБ Пузанов | ГП Гриценко | УКРОП Корбан | Дем. альянс Гацько | Другие | Против всех (испортят) | Не определились | Не будут голосовать | Респонденты | Погрешность |
| ---------------------------------- | --------------- | ---------- | -------------- | ---------------------- | --------------------- | ---------------------------- | -------------- | --------------------------------- | ----------------- | ---------- | ----------- | ------------ | ------------------ | ------ | ---------------------- | --------------- | ------------------- | ----------- | ----------- |
| Active Group                       | 12—17 окт.2015  | 27         | 12,6           | 8,5                    | 5,3                   | 6,1                          |                | 4,8                               | 5,7               | 3,9        |             | 6,9          |                    | 6,2    |                        | 13              | —                   | 1200        | 2,7 %       |
| Всеукраїнський інститут соціології | 08—14 окт.2015  | 18,2       | 15,1           | 11                     | 4,1                   | 1,8                          | 8,6            | 0,7                               | 3                 | 3,7        | 2,9         | 2            | 4,5                | 7,4    |                        | 10,6            | 6,4                 | 1200        | 2,8 %       |
| Українське демократичне коло       | 09—12 окт.2015  | 20,8       | 6,1            | 7,2                    | 9,8                   | 5,4                          | 1,8            | 4,8                               | 3,5               | 3          | 1,9         | 5,1          | 1,8                | 7,2    |                        | 11,2            | 10,1                | 625         | 3,9 %       |
| Active Group                       | 26—27 сент.2015 | 21,9       | 13,1           | 4,3                    | 4,1                   | 6,1                          | 2,9            |                                   | 3                 | 1,4        | 4,7         | 2,9          | 1,8                | 4,7    | 3                      | 19,5            | 5,5                 | 1987        | 2,2 %       |
| Софія                              | 25—27 сент.2015 | 22,7       | 6,5            | 7,1                    | 5,5                   | 3,3                          | 3,5            | 3,9                               | 3                 | 5,7        | 3,5         | 2,1          | 1,4                | 6,8    | 6,1                    | 7,4             | 10,9                | 1002        | 3 %         |
| Софія                              | 08—11 сент.2015 | 21,6       | 6,1            | 6,8                    | 5                     | 2,8                          | 3              | 3,2                               | 3,5               | 5,4        | 2,4         | 0,8          |                    | 7,5    | 6,5                    | 12,2            | 13                  | 1004        | 3 %         |
| Socio Stream                       | 01—05 сент.2015 | 13         | 9              | 11                     |                       |                              | 1              |                                   | 2                 | 2          | 4           | 1            | 1                  | 4      | 1                      | 40              | 10                  | 602         | 4,1 %       |
| Active Group (недоступная ссылка)  | 28—29 авг.2015  | 15,7       | 7,8            | 6,2                    | 1,1                   | 6,9                          | 4,2            |                                   | 3,3               | 1,7        | 3,2         | 1,4          | 1,1                | 7,5    | 6,7                    | 22,6            | 9                   | 1620        | 2,5 %       |
| Выборы-2014                        |                 | 40,57      | 4,14           | 6,87                   | 3,32                  |                              | 9,21           |                                   | 6,5               | 1,72       | 1,98        |              | 3,01               |        |                        |                 |                     | 1320603     | %           |

### Экзит-полл
Экзит-поллы на выборах депутатов Киевсовета проводили две организации: Студия Савика Шустера (объявлены только результаты партий, набравших более 5 %) и «Социальный мониторинг» по заказу Комитета избирателей Украины (объявлены результаты всех партий, ниже представлены результаты партий, набравших более 3 %). По итогам обоих экзит-поллов в Киевсовет проходили пять партий, «Партия решительных граждан» находилась на грани прохождения.
| Партия                                | Результат, % |
| ------------------------------------- | ------------ |
| «Блок Петра Порошенка „Солидарность“» | 27,2         |
| «Объединение „Самопомощь“»            | 12,9         |
| ВО «Свобода»                          | 10,6         |
| ВО «Батькивщина»                      | 9,2          |
| «Единство»                            | 5,7          |

| Партия                                | Результат, % |
| ------------------------------------- | ------------ |
| «Блок Петра Порошенка „Солидарность“» | 28,3         |
| «Объединение „Самопомощь“»            | 10,3         |
| ВО «Батькивщина»                      | 10,1         |
| ВО «Свобода»                          | 9,7          |
| «Единство»                            | 8,5          |
| Партия решительных граждан            | 4,8          |
| «Оппозиционный блок»                  | 3,8          |
| «ДемАльянс»                           | 3,7          |
| Движение за реформы                   | 3,2          |

### Результаты
| Место | Партия                                      | Голоса  | %         | Изменения 2015 к 2014 | Мест | Изменения 2015 к 2014 |
| ----- | ------------------------------------------- | ------- | --------- | --------------------- | ---- | --------------------- |
| 1     | «Блок Петра Порошенка „Солидарность“»       | 237 970 | 27,56 %   | ▼13,01 п.п.           | 52   | ▼25                   |
| 2     | «Объединение „Самопомощь“»                  | 101 950 | 11,81 %   | ▲4,94 п.п.            | 22   | ▲17                   |
| 3     | ВО «Батькивщина»                            | 76 991  | 8,92 п.п. | ▲4,78 %               | 17   | ▲14                   |
| 4     | «Единство»                                  | 67 480  | 7,81 %    | ▲4,49 п.п.            | 15   | ▲13                   |
| 5     | ВО «Свобода»                                | 66 797  | 7,73 %    | ▲1,23 п.п.            | 14   | ▲8                    |
| 6     | Партия решительных граждан                  | 41 722  | 4,83 %    | —                     | —    |                       |
| 7     | «Оппозиционный блок»                        | 41 413  | 4,80 %    | ▲3,08 п.п.            | —    |                       |
| 8     | «ДемАльянс»                                 | 39 423  | 4,57 %    | ▲1,56 п.п.            | —    | ▼2                    |
| 9     | Движение за реформы                         | 27 134  | 3,14 %    | —                     | —    |                       |
| 10    | «Гражданская позиция»                       | 24 678  | 2,86 %    | ▼0,76 п.п.            | —    | ▼3                    |
| 11    | УКРОП                                       | 24 587  | 2,85 %    | —                     | —    |                       |
| 12    | Радикальная партия Олега Ляшко              | 18 673  | 2,16 %    | ▼7,05 п.п.            | —    | ▼7                    |
| 13    | «5.10»                                      | 16 073  | 1,86 %    | ▲0,32 %               | —    |                       |
| 14    | «Совместные действия»                       | 12 826  | 1,49 %    | ▲0,21 %               | —    |                       |
| 15    | Партия простих людей Сергея Каплина         | 11 040  | 1,28 п.п. | —                     | —    |                       |
| 16    | «Блок Дарта Вейдера»                        | 5713    | 0,66 %    | ▼0,08 п.п.            | —    |                       |
| 17    | «Наш край»                                  | 4188    | 0,48 %    | —                     | —    |                       |
| 18    | «Офицерский корпус»                         | 3674    | 0,43 %    | —                     | —    |                       |
| 19    | «Сила людей»                                | 3620    | 0,42 %    | —                     | —    |                       |
| 20    | «АВТО-МАЙДАН»                               | 3604    | 0,42 %    | ▲0,33 п.п.            | —    |                       |
| 21    | «Відродження»                               | 3555    | 0,41 %    | —                     | —    |                       |
| 22    | «Зелёные»                                   | 3404    | 0,39 %    | ▼0,18 п.п.            | —    |                       |
| 23    | Аграрная партия Украины                     | 3165    | 0,37 %    | —                     | —    |                       |
| 24    | «Новое государство»                         | 3006    | 0,35 %    | ▼0,91 п.п.            | —    |                       |
| 25    | «Гражданское движение „Общее дело“»         | 2665    | 0,31 %    | —                     | —    |                       |
| 26    | Партия местного самоуправления              | 2334    | 0,27 %    | —                     | —    |                       |
| 27    | «Право народа»                              | 2242    | 0,26 %    | —                     | —    |                       |
| 28    | Народный рух Украины                        | 2131    | 0,25 %    | —                     | —    |                       |
| 29    | «Социалисты»                                | 1744    | 0,20 %    | ▼0,03 п.п.            | —    |                       |
| 30    | «Возрождение Украины»                       | 1584    | 0,18 %    | —                     | —    |                       |
| 31    | «Воля»                                      | 1204    | 0,14 %    | —                     | —    |                       |
| 32    | «Сила громад»                               | 1129    | 0,13 %    | —                     | —    |                       |
| 33    | Национальная демократическая партия Украины | 885     | 0,10 %    | ▼0,16 п.п.            | —    |                       |
| 34    | Украинская республиканская партия           | 835     | 0,10 %    | —                     | —    |                       |
| 35    | Патриотическая партия Украины               | 781     | 0,09 %    | ▬                     | —    |                       |
| 36    | «Новая жизнь»                               | 734     | 0,08 %    | ▼3,31 %               | —    | ▼2                    |
| 37    | «Единая сила»                               | 683     | 0,08 %    | —                     | —    |                       |
| 38    | Украинская народная партия                  | 683     | 0,08 %    | ▼0,09 п.п.            | —    |                       |
| 39    | «Совесть Украины»                           | 680     | 0,08 %    | —                     | —    |                       |
| 40    | «Республика»                                | 572     | 0,07 %    | —                     | —    |                       |
|       | Всего голосов за партии                     | 863 572 | 100 %     |                       | 120  | ▬                     |
|       | Недействительные                            | 23 886  | 2,69 %    |                       |      |                       |
|       | Всего (явка 41,71 %)                        | 887 550 | —         |                       |      |                       |